# Station Milicz
Station Milicz is een spoorwegstation in de Poolse plaats Milicz.